# Aspidimorpha bifoveolata
Aspidimorpha bifoveolata is een keversoort uit de familie bladkevers (Chrysomelidae). De wetenschappelijke naam van de soort werd in 1984 gepubliceerd door Chen & Zia.